# 小行星5941
小行星5941（英語：5941 Valencia）是一颗围绕太阳公转的小行星。1982年10月20日，柳德米拉·卡拉季奇在克里米亚发现了此天体。
这颗小行星的绝对星等为192.34715等。